# Taira (geslacht)
Taira is een geslacht van spinnen uit de  familie van de Amaurobiidae (nachtkaardespinnen).

## Soorten
- Taira cangshan Zhang, Zhu & Song, 2008
- Taira concava Zhang, Zhu & Song, 2008
- Taira decorata (Yin & Bao, 2001)
- Taira flavidorsalis (Yaginuma, 1964)
- Taira latilabiata Zhang, Zhu & Song, 2008
- Taira liboensis Zhu, Chen & Zhang, 2004
- Taira obtusa Zhang, Zhu & Song, 2008
- Taira sulciformis Zhang, Zhu & Song, 2008